# هارون فيش
هارون فيش هو شخصية أعمال كندي، ولد في 9 مايو 1962 في فانكوفر في كندا.